# Радлин
Радлин (пољ. Radlin) је град у Пољској у Војводству Шлеском у Повјату wodzisławski. Према попису становништва из 2011. у граду је живело 18.105 становника.

## Становништво
Према прелиминарним подацима са пописа, у граду је 2011. живело 18.105 становника.
| 2002.  | 2011.  | 2012.  |
| ------ | ------ | ------ |
| 17.755 | 18.105 | 18.146 |